# Jean Schorn (1901-1973)
|  | No confondre amb Jean Schorn (1912-1994), també ciclista |

Jean Schorn (Colònia, 3 de març de 1901 - Ídem, 25 de febrer de 1973) va ser un ciclista alemany, que fou professional entre 1928 i 1933.

## Palmarès
- 1926
  -  Campió d'Alemanya amateur en persecució per equips